# Моана 2
«Моа́на 2» (англ. Moana 2, также Vaiana 2 или Oceania 2 в некоторых странах) — американский музыкальный фэнтезийный приключенческий фильм 2024 года, снятый студией Walt Disney Animation Studios для кинокомпании Walt Disney Pictures. Продолжение картины «Моана» и 63-й по счёту мультфильм студии. Режиссёрами выступили Дэвид Г. Деррик-младший, Джейсон Хэнд и Дана Леду Миллер (в их полнометражных режиссёрских дебютах), продюсерами — Кристина Чэнь и Иветт Мерино по сценарию Джареда Буша и Миллер. Главные роли озвучивали Аулии Кравальо, Дуэйн Джонсон, Темуэра Моррисон, Николь Шерзингер, Рэйчел Хаус и Алан Тьюдик, повторившие роли из первого фильма, к ним присоединились Халиси Ламберт-Тсуда, Роуз Матафео, Дэвид Фейн, Хуалалай Чунг, Авхимаи Фрейзер и Джеральд Рэмси.
Разработка продолжения к «Моане 2» первоначально началась в формате сериала для Disney+, к февралю 2024 года он был переработан в полнометражный мультфильм, Деррик был утверждён как сценарист и режиссёр. Участие Хэнда, Миллер, Чень и Мерино было подтверждено в мае; месяц спустя было подтверждено, что Буш вернётся в качестве сценариста. В августе Миллер заменила Деррика в качестве сценариста. Марк Манчина и Опетая Фоа’и, композиторы и со-авторы песен первого мультфильма, вернулись, чтобы написать музыку и песни, Эбигейл Барлоу и Эмили Беар заменили Лин-Мануэля Миранду в качестве дополнительных авторов песен.
Премьера состоялась 21 ноября 2024 года в Культурном институте Ланикухонуа в Каполеи, Гавайи и 27 ноября в США. Фильм получил смешанные отзывы от критиков и заработал 1,059 миллиарда долларов по всему миру, опередив своего предшественника и став третьим кассовым фильмом 2024 года. На 82-й премии «Золотой глобус» он был номинирован за Лучший анимационный полнометражный фильм.

## Сюжет
После своего приключения с полубогом Мауи и Те Фити Моана проводит дни, исследуя другие острова неподалёку от своего родного острова Мотунуи в надежде найти народы, связанные с океаном. В видении её предок, Таутай Васа, раскрывает, почему эти народы потеряли связь: злобный бог бурь Нало хотел власти над смертными, поэтому он погрузил легендарный остров Мотуфету, который соединял все острова, в глубины океана. Таутай также предупреждает, что в будущем на Мотунуи не останется людей, если Моана не сможет найти способ вернуть Мотуфету из-под воды. Она собирает команду из жителей Мотунуи — искусную мастерицу Лото, историка и поклонника Мауи Мони, сварливого пожилого фермера Келе, а также своих любимцев, поросёнка Пуа и петуха Хейхея — чтобы проследить путь кометы через океан к Мотуфету.
Тем временем Мауи сам ищет Мотуфету, поскольку ранее у него была ссора с Нало, но его захватывает Матанги, сторонница Нало. Мауи не хочет связываться с Моаной, так как боится, что она может не выжить, если придёт на помощь. Моана и её команда попадают в плен к Какамора, племени диких пиратов, похожих на кокосовые орехи, с которыми Моана ранее сталкивалась, которые рассказывают, что действия Нало против Мотуфету привели к тому, что они были отрезаны от своего родного острова. Один из них, Коту, помогает команде парализовать гигантского моллюска-монстра, внутри которого находится логово Матанги. Пока команда находит Мауи, Моана знакомится с Матанги и узнаёт, что ей не нравится служить Нало. Она помогает Моане сбежать и воссоединиться с Мауи и её друзьями, прежде чего отправляет их туда, где находится Нало.
Мауи предупреждает, что царство Нало более смертоносно по сравнению с царством смертных и что сражаться с ним для простых смертных равносильно самоубийству. Монстры Нало устраивают засаду на группу, их плот повреждён, и их выбрасывает на берег на изолированном острове. Моана начинает отчаиваться, но Мауи призывает её продолжать путь. Пока Моана приходит в себя, группа планирует заставить Мауи поднять остров, чтобы Моана могла прикоснуться к нему, поскольку это единственный способ восстановить Мотуфету и остановить Нало. Команда ремонтирует плот, но когда они отваживаются встретиться лицом к лицу с Нало, они попадают в гигантский шторм. Моана, понимая, что Нало пытается помешать людям снять проклятие, просит Мауи приподнять остров настолько, чтобы она могла прикоснуться к нему. Когда Мауи начинает поднимать остров своим гигантским крюком, Нало ударом молнии лишает Мауи статуса полубога. Моана в порыве вдохновения ныряет в океан, чтобы прикоснуться к острову под водой. Как только Моане это удаётся, молния Нало убивает её. Мауи прыгает вслед за её телом и заклинанием призывает Таутая Васу и предков Моаны, которые помогают возродить её как полубогиню, и Моана получает татуировку следопыта. Мауи, вновь обретший силу полубога, наконец поднимает Мотуфету на поверхность, и восстанавливает течения, благодаря чему племена, живущие на разных островах, объединяются вновь.
Моана возвращается домой на Мотунуи, возглавляя флотилию народов океана, и в её честь устраивается праздник. В сцене после титров Нало жаждет мести и собирается наказать Матанги за помощь Моане, когда появляется краб-монстр Таматоа, чтобы присоединиться к ним.

## Актёры озвучания
- Аулии Кравальо — Моана[11][12], любопытная дочь деревенского вождя Туи и его жены Сины, которую избирает океан, чтобы снять проклятие на острове Мотуфету
  - Кравальо повторяет свою роль в гавайском дубляже[13].
  - Джейдин Рэнделл повторяет свою роль Моаны в версии маори[14].
- Дуэйн Джонсон — Мауи[15][16], волевой меняющий облик полубог, который сопровождает Моану в её путешествии
- Темуэра Моррисон — Туи, отец Моаны и вождь острова Мотунуи[17]
  - Моррисон повторяет свою роль в гавайском дубляже[18].
- Николь Шерзингер — Сина, мать Моаны и вождь Мотунуи[17]
- Халиси Ламберт-Тсуда — Симеа, младшая сестра Моаны[17]
- Роуз Матафео — Лото, «умный, но причудливый» член команды по поиску пути Моаны[17]
- Дэвид Фейн — Келе, «ворчливый фермер» и член команды по поиску пути Моаны[17]
- Хуалалай Чунг — Мони, член команды по поиску пути Моаны и поклонник Мауи[17]
- Рэйчел Хаус — Тала, покойная мать Туи и бабушка Моаны, которая возвращается как дух манты
  - Хаус повторит свою роль в дубляже маори[18]
- Авхимаи Фрейзер — Матанги, таинственная угроза для Моаны и Мауи
  - Фрейзер повторяет свою роль в дубляже маори[18]
- Джеральд Рэмси — Таутай Васа, предок Моаны
- Алан Тьюдик — Хейхей[19], петух Моаны

## Производство

### Разработка
В декабре 2020 года, во время встречи в День инвесторов Disney главный креативный директор Walt Disney Animation Studios Дженнифер Ли объявила о разработке мультсериала «Моана», основанного на одноимённом мультфильме, премьера была запланирована в 2023 году на Disney+. В августе 2021 года было объявлено, что Оснат Шурер снова выступит продюсером. В январе 2022 года было объявлено, что Дэвид Деррик-младший будет выступать в качестве сценариста и режиссёра после того, как он исполнял роль художника по раскадровке первого фильма. По словам Джареда Буша, сценариста первого фильма, разработка сериала проходила параллельно с ремейком.
В феврале 2024 года главный исполнительный директор Disney Боб Айгер объявил, что сериал был переработан в полнометражный мультфильм под названием «Моана 2», при этом Деррик и Шурер остаются в проекте. К выходу первого трейлера Джейсон Хэнд и Дана Леду Миллер были подтверждены в качестве со-режиссёров наряду с Дерриком, а Кристина Чен и Иветт Мерино объявили, что заменят Шурер в качестве продюсеров.

### Кастинг
После объявления что сериал будет переработан в фильм, Аулии Кравальо и Дуэйн Джонсон подтвердили что повторят свои роли Моаны и Мауи. Позже Джонсон подтвердил, что он участвовал в проекте с момента его создания, включая его разработку, заявив: «Я не могу дождаться, когда поклонники увидят фильм, технологию, эффекты, передовые технологии. Мы все действительно пошли на это. Мы подумали, что если мы собираемся сделать продолжение чего-то настолько любимого, давайте действительно сделаем это». Несколько актёров появились на Международном фестивале анимационных фильмов в Анси, Темуэру Моррисона и Николь Шерзингер, повторяющих свои роли родителей Моаны из первого фильма. Новые актёрами являются Халеси Ламберт-Тсуда в роли новой сестры Моаны, а также Роуз Матафео, Дэвид Фейн и Хуалалай Чунг в роли членов команды по поиску пути Моаны.

### Анимация
Анимация осуществлялась в ванкуверской студии Walt Disney Animation Studios, начиная с того момента, когда проект разрабатывался как сериал, предпроизводство и раскадровка происходили в студии в Бербанке. Это первый полнометражный фильм, снятый в студии в Ванкувере, но не первый вышедший проект, Iwájú вышел годом раньше. На Международном фестивале анимационных фильмов в Анси было объявлено что ветераны Марк Хенн и Эрик Голдберг будут руководить командой учеников рисованной анимации для татуировок Мауи. Голдберг был супервайзером-аниматором «Мини Мауи» для первого фильма.

### Музыка
Марк Манчина и Опетая Фоа’и напишут музыку к фильму, Эбигейл Барлоу и Эмили Беар написали песни, заменив Лин-Мануэля Миранду из первого фильма. Кравальо заявила, что когда Барлоу и Беар, две молодые женщины, помогают озвучить историю Моаны, которая заключается в том, что молодая женщина находит свой путь, я не могла придумать лучшего дуэта, чем Барлоу и Беар. … Это новая часть моего голоса. … Этот фильм копается в этих низких нотах в эти времена нерешительности, когда мы не знаем, что мы должны делать дальше. В этих песнях много более глубоких слоёв

## Показ
Премьера мультфильма в американских кинотеатрах состоялась 27 ноября 2024 года.
Джейдин Рэнделл повторяет роль Моаны в дубляже маори, который выйдет одновременно на английском и на маори — первый фильм Disney, вышедший на языке коренных народов одновременно с его выходом на английском языке. Твиди Вайтити выступила режиссёром и продюсером версии маори, которая использует таиравхитский диалект.

### Маркетинг
Первый трейлер вышел 29 мая 2024 года, после дебюта на CinemaCon месяцем ранее. Фрагмент фильма был показан 14 июня 2024 года на Международном фестивале анимационных фильмов. Трейлер набрал более 178 миллионов просмотров за первые 24 часа на всех платформах, побив новый рекорд как самый просматриваемый трейлер за всё время для мультфильма Disney, рекорд, ранее удерживаемый мультфильмами «Холодное сердце 2» и «Головоломка 2».
9 августа 2024 года Кравальо и Джонсон появились на Disney Entertainment Showcase на D23 Expo in Анахайм, Калифорния что рекламировать фильм и новый трейлер Во время презентации D23 Кравальо исполнила новую песню из фильма, «We’re Back», в сопровождении полинезийских танцоров. Джонсон также использовал презентацию, чтобы объявить о новом фильме Monster Jam, который он будет продюсировать совместно с Disney.

### Локализация
Как и первый мультфильм, «Моана 2» выйдет в европейских странах, название и имя главной героини изменены на Vaiana из-за конфликта товарных знаков.
Для продолжения будут сделаны два специальных дубляжа на полинезийских языках: на гавайском и маори. Оба этих языка, вместе с таитянским дубляжом, вышедшим в 2016 году, также были сделаны для первого фильма: режиссёром дубляжа маори выступила Рэйчел Хаус, он вышел в 2017 году, премьера гавайского дубляжа состоялась в 2018 году, а Аулии Кравальо повторила свою роль Моаны. Кравальо также должна повторить главную роль в гавайском дубляже продолжения, несколько других членов актёрского состава повторят свои роли в дубляже маори.

## Реакция

### Кассовые сборы
Мультфильм заработал 460,4 миллионов долларов в США и Канаде, и 598,8 миллионов долларов на других территориях, всего 1,059 миллиардов долларов. Deadline Hollywood рассчитал чистую прибыль фильма в размере 415 миллионов долларов, что учитывает производственный бюджет, маркетинг, участие талантов и другие расходы; кассовые сборы, телевидение и потоковое вещание, а также доходы от домашних СМИ, что делает «Моану 2» вторым прибыльным фильмом 2024 года.
В США и Канаде первоначально прогнозировалось, что «Моана 2» заработает 105–115 миллионов долларов в течение пятидневных выходных Дня благодарения. После того, как он заработал 57,8 миллиона в первый день (включая 13,8 миллиона с предкпоказов во вторник вечером, как самый высокий показатель за для фильма Walt Disney Animation, так и за выход на неделю Дня благодарения), пятидневные оценки были увеличены до 175-200 миллионов. Затем он заработал рекордные 28 миллионов долларов на День благодарения, почти удвоив предыдущий рекорд мультфильма «Холодное сердце 2» в 14,9 миллиона долларов. Он дебютировал с 139,8 миллионами долларов (в общей сложности 225 миллионов за пять дней), побив рекорд «Холодного сердца 2» в 130,3 миллиона долларов за лучший первый уик-энд для фильма Walt Disney Animation и выпуска в уик-энд на День благодарения, а также почти сопоставив весь внутренние сборы первого фильма (248,7 миллиона долларов). Мировой пятидневный валовой доход в 389 миллионов превысил доход мультфильма «Братья Супер Марио в кино» как самый высокий выход для мультфильма. Во второй уик-энд фильм заработал 52 миллиона долларов (сборы упали на 62,8%), оставаясь на первом месте. В третий уик-энд фильм снова сохранил первое место, заработав 26,6 миллиона долларов (сборы упали на 48% по сравнению со вторым уик-эндом). Фильм упал с первого места в четвёртый уик-энд, заработав 13,1 миллиона долларов и заняв четвёртое место. 19 января 2025 года фильм пересёк порог в 1 миллиард долларов, став третьим фильмом, выпущенным в 2024 году, чьи сборы превысили данную отметку.

### Отзывы критиков
По данным агрегатора Rotten Tomatoes, 
61 % из  обзоров были положительными, со средней оценкой 237 из 10. Сайт обобщает мнения критиков так: «Высоко на волне потрясающей анимации, даже когда её история дрейфует, „Моана 2“ не так вдохновляет, как оригинал, но всё равно восхищает, как красочное приключение.». На Metacritic мультфильм имеет рейтинг 58 из 100, основанный на 50 отзывах, что указывает на «смешанные или средние» отзывы. Аудитория, опрошенная CinemaScore, поставила фильму среднюю оценку «A–» по шкале от A+ до F, а те, кто был опрошен PostTrak, дали ему 89% общей положительной оценки, а 64% сказали, что они «определённо рекомендовали бы» его.
Дирк Либби из CinemaBlend похвалил мультфильм, как «действительно хороший фильм», но также отметил, что было слишком очевидно, что фильм изначально был написан как гораздо более длинный телесериал, а затем сокращён до полнометражного фильма. Либби отметил, что фильм знакомит зрителей с несколькими интересными персонажами, такими как Матанги, Лото, Келе и Мони, но не может исследовать их предысторию: такие подсюжеты, которые были бы «именно с чего я бы начал», чтобы сократить, если бы их попросили сжать несколько телесценариев в сценарий фильма.